# نهج المجموعة
نهج المجموعة إحدى ميزات أنظمة التشغيل من نوع ويندوز إن تي التي تتحكم في بيئة عمل حسابات المستخدمين. وتوفر إدارة مركزية لأنظمة التشغيل والتطبيقات وإعدادات المستخدمين في بيئة أكتيف ديريكتوري.